# Вількаскі (Гіжицький повіт)
Вількаскі (пол. Wilkaski, нім. Willkassen, Gut) — село в Польщі, у гміні Ґіжицько Гіжицького повіту Вармінсько-Мазурського воєводства.
Населення — 90 осіб (2011).
У 1975-1998 роках село належало до Сувальського воєводства.

## Демографія
Демографічна структура станом на 31 березня 2011 року:
|          | Загалом | Допрацездатний вік | Працездатний вік | Постпрацездатний вік |
| -------- | ------- | ------------------ | ---------------- | -------------------- |
| Чоловіки | 43      | 9                  | 29               | 5                    |
| Жінки    | 47      | 7                  | 27               | 13                   |
| Разом    | 90      | 16                 | 56               | 18                   |